# Cymothoa spinipalpa
Cymothoa spinipalpa är en kräftdjursart som beskrevs av Thatcher, de Arujo, de Lima och Chellapa 2007. Cymothoa spinipalpa ingår i släktet Cymothoa och familjen Cymothoidae. Inga underarter finns listade i Catalogue of Life.